# Giovanni Agnelli (société)
Pour les articles homonymes, voir Giovanni Agnelli.
Giovanni Agnelli e C. S.a.p.az., anciennement Giovanni Agnelli S.r.l., est une société italienne fondée le 24 novembre 1984 par Gianni Agnelli et actuellement détenue par une centaine de membres des familles Agnelli et Nasi, descendants du sénateur Giovanni Agnelli, l'un des fondateurs de Fiat.
La société est d'abord fondée en 1984 sous forme de société à responsabilité limitée puis transformée en société en commandite par actions en 1987.